# Breidenbach
Breidenbach (fràncic lorenès Breidebach) és un municipi francès situat al departament del Mosel·la i a la regió del Gran Est. L'any 2007 tenia 371 habitants.

## Demografia

### Població
El 2007 la població de fet de Breidenbach era de 371 persones. Hi havia 151 famílies, de les quals 40 eren unipersonals (20 homes vivint sols i 20 dones vivint soles), 45 parelles sense fills, 41 parelles amb fills i 25 famílies monoparentals amb fills.
La població ha evolucionat segons el següent gràfic:
Habitants censats

### Habitatges
El 2007 hi havia 175 habitatges, 150 eren l'habitatge principal de la família, 14 eren segones residències i 10 estaven desocupats. 145 eren cases i 30 eren apartaments. Dels 150 habitatges principals, 115 estaven ocupats pels seus propietaris, 26 estaven llogats i ocupats pels llogaters i 9 estaven cedits a títol gratuït; 1 tenia una cambra, 1 en tenia dues, 18 en tenien tres, 29 en tenien quatre i 101 en tenien cinc o més. 126 habitatges disposaven pel capbaix d'una plaça de pàrquing. A 55 habitatges hi havia un automòbil i a 76 n'hi havia dos o més.

### Piràmide de població
La piràmide de població per edats i sexe el 2009 era:
| Homes | Edats   | Dones |
| ----- | ------- | ----- |
| 0     | 95 o +  | 0     |
| 0     | 90 a 94 | 0     |
| 0     | 85 a 89 | 0     |
| 4     | 80 a 84 | 0     |
| 4     | 75 a 79 | 0     |
| 4     | 70 a 74 | 16    |
| 12    | 65 a 69 | 16    |
| 16    | 60 a 64 | 16    |
| 8     | 55 a 59 | 8     |
| 16    | 50 a 54 | 16    |
| 8     | 45 a 49 | 4     |
| 8     | 40 a 44 | 4     |
| 24    | 35 a 39 | 20    |
| 12    | 30 a 34 | 16    |
| 12    | 25 a 29 | 24    |
| 0     | 20 a 24 | 0     |
| 0     | 15 a 19 | 4     |
| 8     | 10 a 14 | 4     |
| 20    | 5 a 9   | 12    |
| 8     | 0 a 4   | 8     |

## Economia
El 2007 la població en edat de treballar era de 224 persones, 163 eren actives i 61 eren inactives. De les 163 persones actives 147 estaven ocupades (91 homes i 56 dones) i 16 estaven aturades (6 homes i 10 dones). De les 61 persones inactives 15 estaven jubilades, 15 estaven estudiant i 31 estaven classificades com a «altres inactius».

### Ingressos
El 2009 a Breidenbach hi havia 149 unitats fiscals que integraven 348 persones, la mediana anual d'ingressos fiscals per persona era de 16.767 €.

### Activitats econòmiques
Dels 3 establiments que hi havia el 2007, 1 era d'una empresa de comerç i reparació d'automòbils, 1 d'una empresa de serveis i 1 d'una empresa classificada com a «altres activitats de serveis».
L'any 2000 a Breidenbach hi havia 21 explotacions agrícoles que ocupaven un total de 930 hectàrees.

## Equipaments sanitaris i escolars
El 2009 hi havia una escola maternal integrada dins d'un grup escolar amb les comunes properes formant una escola dispersa.

## Poblacions més properes
El següent diagrama mostra les poblacions més properes.